# Josef Franz Lindner
Josef Franz Lindner (* 12. Juli 1966) ist ein deutscher Rechtswissenschaftler und Hochschullehrer.

## Leben
Lindner absolvierte ein Studium der Rechtswissenschaft von 1985 bis 1990 an der Ludwig-Maximilians-Universität München. Nach dem Referendariat verfasste er seine Dissertation Die verfassungsrechtliche Dimension der polizeirechtlichen Adressatenpflichten, mit der er 1995 in München zum Dr. iur. promoviert wurde. Seine Habilitation erfolgte 2004 ebenfalls in München mit der Schrift Theorie der Grundrechtsdogmatik. Seinen Habilitationsvortrag hielt er zum Thema Zur Kategorie des rechtswertungsfreien Raumes. Ihm wurde damit die Venia legendi für Staats- und Verwaltungsrecht, Europarecht, Rechtsphilosophie, Verwaltungswissenschaften verliehen. Anschließend war er in München Privatdozent des öffentlichen Rechts, bevor er dort zum außerplanmäßigen Professor ernannt wurde.
Lindner war bis 31. Juli 2012 Ministerialrat im Bayerischen Staatsministerium für Wissenschaft, Forschung und Kunst. Er war dort mit der Leitung des Referats für Hochschulgesetzgebung, Grundsatzfragen des Hochschulrechts und des Hochschulpersonalrechts sowie für allgemeine Angelegenheiten der Hochschulen betraut. Zum 1. August 2012 wurde er als ordentlicher Professor auf den Lehrstuhl für Öffentliches Recht, Medizinrecht und Rechtsphilosophie an der Universität Augsburg berufen. Seit 2015 ist er Geschäftsführender Direktor des Instituts für Bio-, Gesundheits- und Medizinrecht an der Universität Augsburg.
Die Forschungsschwerpunkte liegen im Bereich der Grundlagen des Recht, des Verfassungsrechts sowie des Medizin- und Gesundheitsrechts.

## Werke (Auswahl)
- Bayerisches Staatsrecht, 2. Aufl., Boorberg, Stuttgart 2019, ISBN 978-3-415-06479-9.
- mit Heinrich Amadeus Wolff und Markus Möstl: Verfassung des Freistaates Bayern. Kommentar, 2. Auflage, C. H. Beck, München 2017, ISBN 978-3-406-68721-1.
- Rechtswissenschaft als Metaphysik, Mohr Siebeck, Tübingen 2017, ISBN 978-3-16-154943-4.
- Theorie der Grundrechtsdogmatik, Mohr Siebeck, Tübingen 2005, ISBN 978-3-16-148465-0
- Die verfassungsrechtliche Dimension der allgemeinen polizeirechtlichen Adressatenpflichten. Zugleich ein Beitrag zur Entwicklung einer funktionalen Adressatendogmatik, Beck, München 1997.
- Öffentliches Recht. Lehrbuch zur systematischen Examensvorbereitung, 3. Auflage, Boorberg, Stuttgart 2022, ISBN 978-3-415-07218-3